# 松竹車站
松竹車站位於臺中市北屯區，為臺鐵臺中線（山線）與臺中捷運綠線（烏日文心北屯線）的鐵道車站。建築以兩棟獨立車站建築構成，中間以連通道相通。其中台中捷運松竹站位於西側，鄰接舊社公園；台鐵松竹站則位於東側，面臨軍福十九路。
台鐵松竹車站是配合臺中都會區鐵路高架捷運化計畫所規劃的通勤鐵路車站。目前臺鐵松竹站為簡易站，停靠區間車與區間快車。車站位於北屯路上，近松竹路。捷運松竹站則設有2座側式月台與3個出入口。車站編號為104。

## 歷史
- 2018年10月28日：台鐵松竹車站正式啟用。
- 2020年11月16日：與臺中捷運綠線連通道正式啟用。
- 2020年12月14日：面臨北屯區軍福十九路的出入口正式開通啟用[4]。
- 2021年4月25日：中捷松竹站正式啟用。

## 車站構造

### 台鐵
- 臺鐵臺中線
  - 高架車站
  - 側式月台兩座
  - 出入口：可從松竹路一段1473巷、軍福十九路[4]這兩側出入。

#### 車站樓層
| 三樓               |                                    |                                                                                     |
| 側式月台，左側開門 |                                    |                                                                                     |
| 第1月台            | →山線 往 彰化、高雄 方向（太原）   |                                                                                     |
| 第2月台            | ←山線 往 竹南、臺北 方向（頭家厝） |                                                                                     |
| 側式月台，左側開門 |                                    |                                                                                     |
| 二樓               | 大廳層                             | 售票窗口、自動售票機、候車室、站內廁所及無障礙親子廁所，連通道（與 綠線松竹站連通） |
| 一樓               | 出入口                             | 出入口、站外廁所                                                                    |

### 捷運
- 臺中捷運綠線
  - 高架車站
  - 側式月台兩座
  - 三個出入口

#### 車站樓層
| 地上 四樓 | 側式月台，右側開門 | 側式月台，右側開門                           |
| 地上 四樓 | ①號月台            | 綠線 往北屯總站方向（舊社站）                |
| 地上 四樓 | ②號月台            | 綠線 往高鐵台中站方向（四維國小站）          |
| 地上 四樓 | 側式月台，右側開門 |                                              |
| 地上 三樓 | 穿堂層             | 車站大廳、詢問處、自動售票機、驗票閘門、廁所 |

| 地上 二樓 | 中間層 | 樓梯、電扶梯轉接平台，連通道（與松竹車站連通） |
| 地面      |        |                                                |
| 出入口    | 出入口 |                                                |

#### 車站出口
| 出入口                          | 圖片 | 位置                         |
| ------------------------------- | ---- | ---------------------------- |
| 出入口1 · 設有電梯 · 設有手扶梯 |      | 舊社公園東南側（北屯路西側） |
| 出入口2 · 設有電梯 · 設有手扶梯 |      | 舊社公園對面（北屯路東側）   |
| 出入口3                         |      | 臺鐵臺中線松竹車站的大廳層   |
| 註： 設有電梯 \| 設有手扶梯     |      |                              |

## 利用狀況
根據2024年資料，臺鐵松竹站每日旅運量約為5,575，在台鐵各站中排行第52名。
| 年   | 年間      | 年間      | 年間      | 來源   | 日平均 | 日平均 |
| 年   | 上車      | 下車      | 上下車計  | 來源   | 上車   | 上下車 |
| ---- | --------- | --------- | --------- | ------ | ------ | ------ |
| 2018 | 51,233    | 54,356    | 105,589   | [ 5 ]  | 788    | 1,624  |
| 2019 | 372,263   | 385,496   | 757,759   | [ 6 ]  | 1,020  | 2,076  |
| 2020 | 408,425   | 408,785   | 817,210   | [ 7 ]  | 1,116  | 2,233  |
| 2021 | 436,812   | 433,990   | 870,802   | [ 8 ]  | 1,197  | 2,386  |
| 2022 | 548,914   | 550,243   | 1,099,157 | [ 9 ]  | 1,504  | 3,011  |
| 2023 | 850,286   | 854,427   | 1,704,713 | [ 10 ] | 2,330  | 4,670  |
| 2024 | 1,015,489 | 1,025,131 | 2,040,620 | [ 11 ] | 2,775  | 5,575  |

台中捷運松竹站2022全年每日進出人次約3,034人次，在台中捷運系統中排名第8。
| 年   | 年間    | 年間    | 年間      | 單日平均 | 單日平均 |
| 年   | 進站    | 出站    | 進出站計  | 進站     | 進出站   |
| ---- | ------- | ------- | --------- | -------- | -------- |
| 2022 | 546,151 | 561,279 | 1,107,430 | 1,496    | 3,034    |

## 相片集

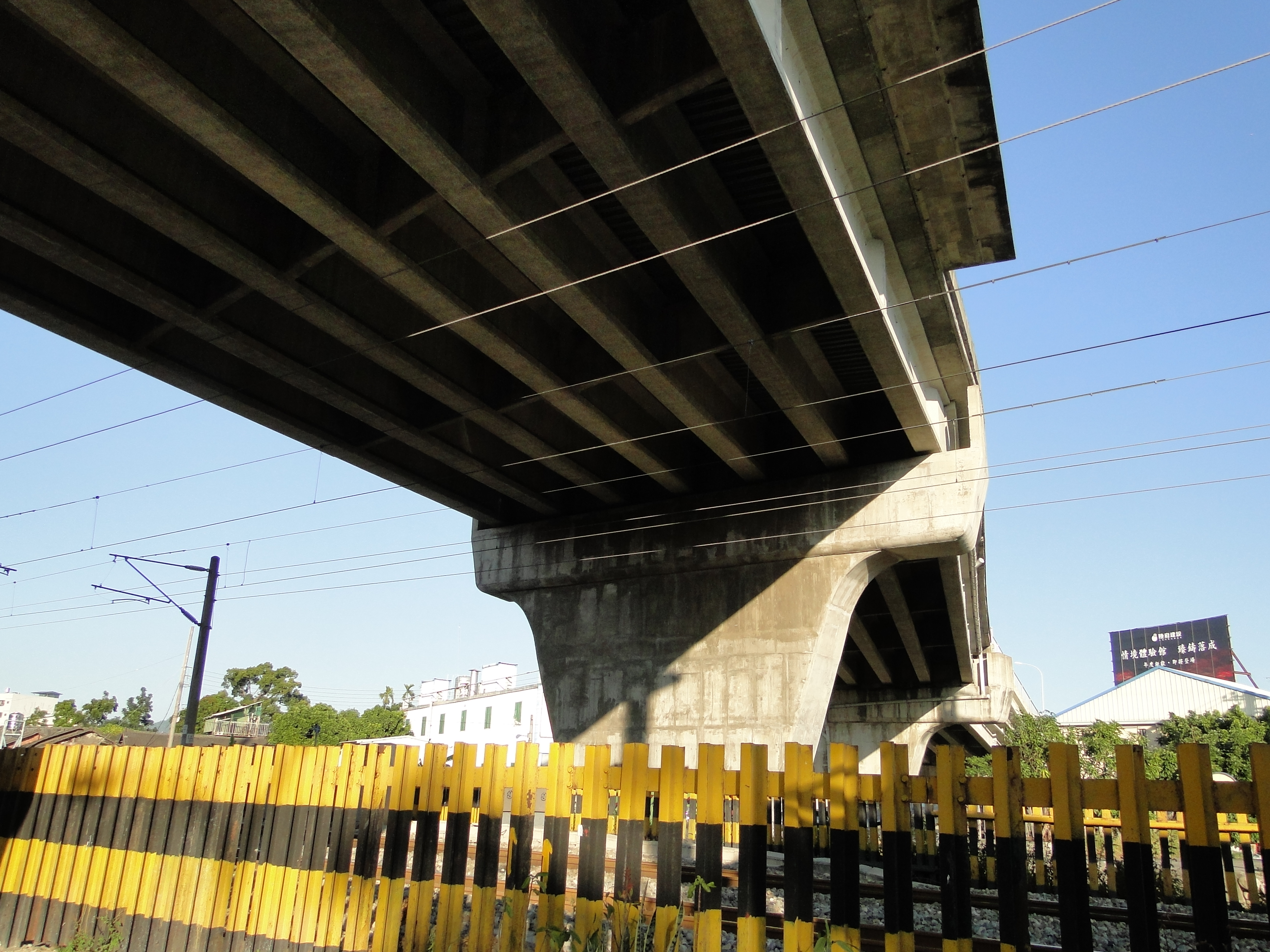
台鐵路軌與松竹路交叉的松竹陸橋，拆除後為平交道，高架化通車後成平面道路
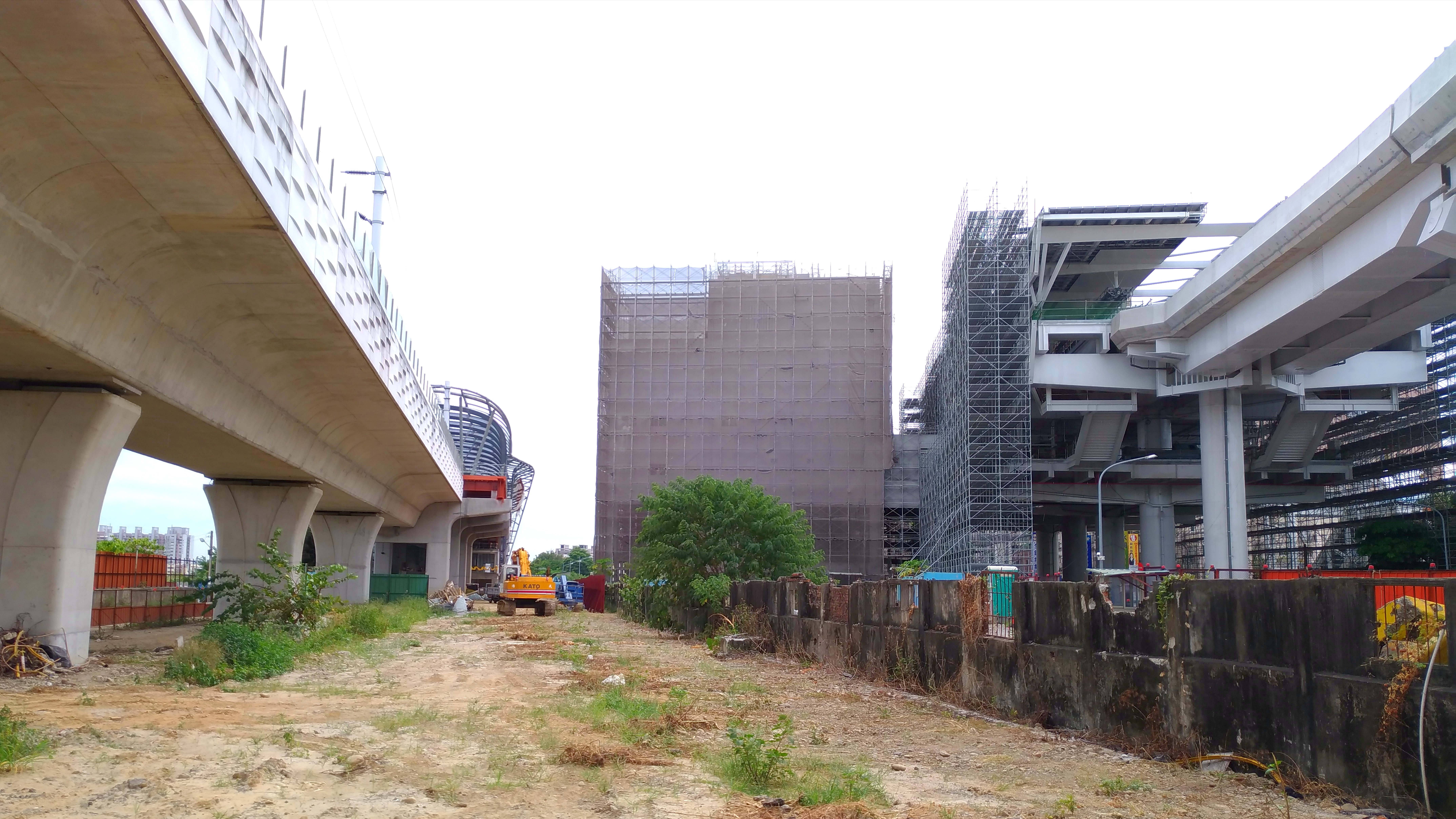
松竹站於2017年10月工程狀態
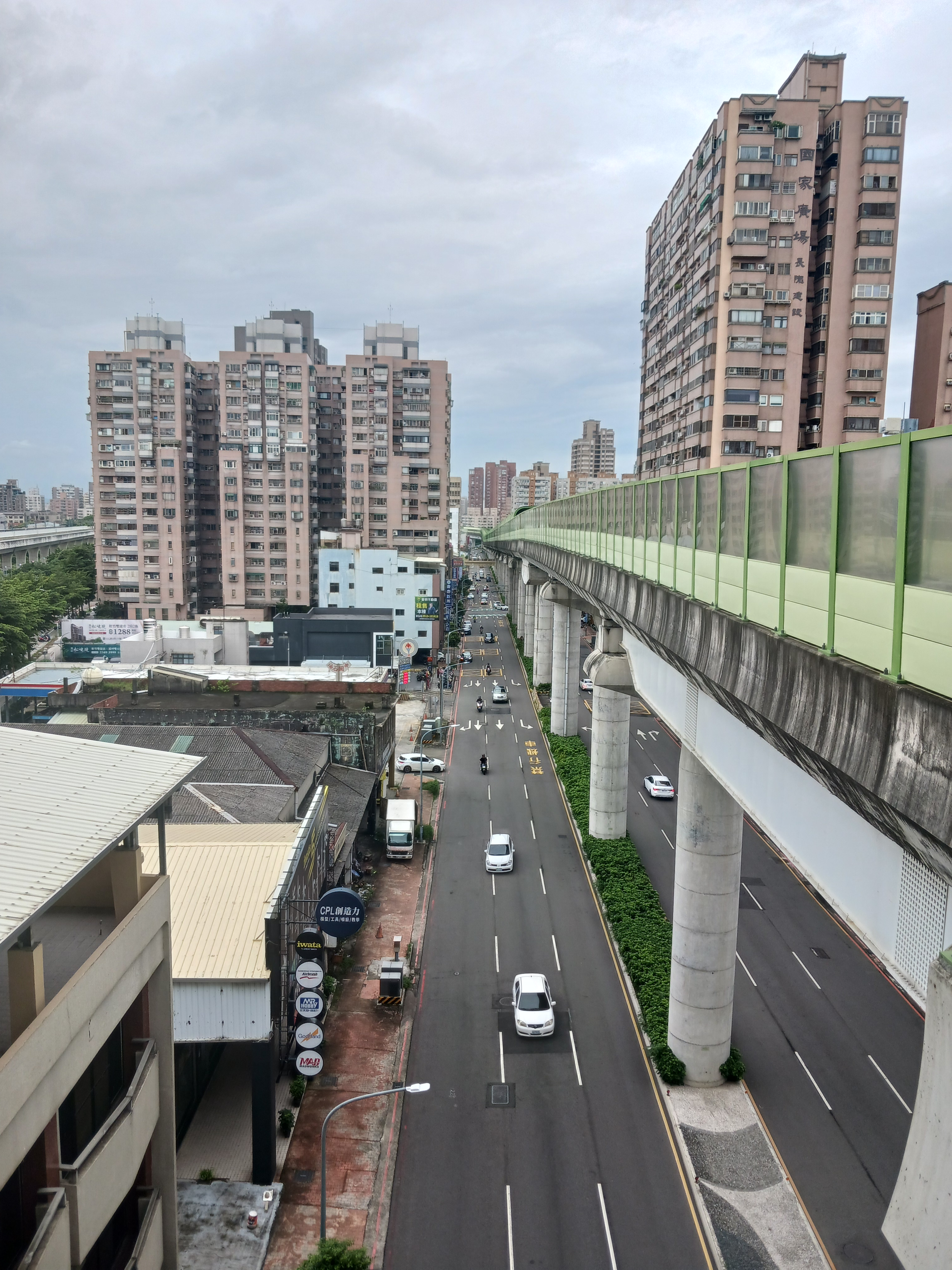
從臺中捷運松竹站望向北屯路
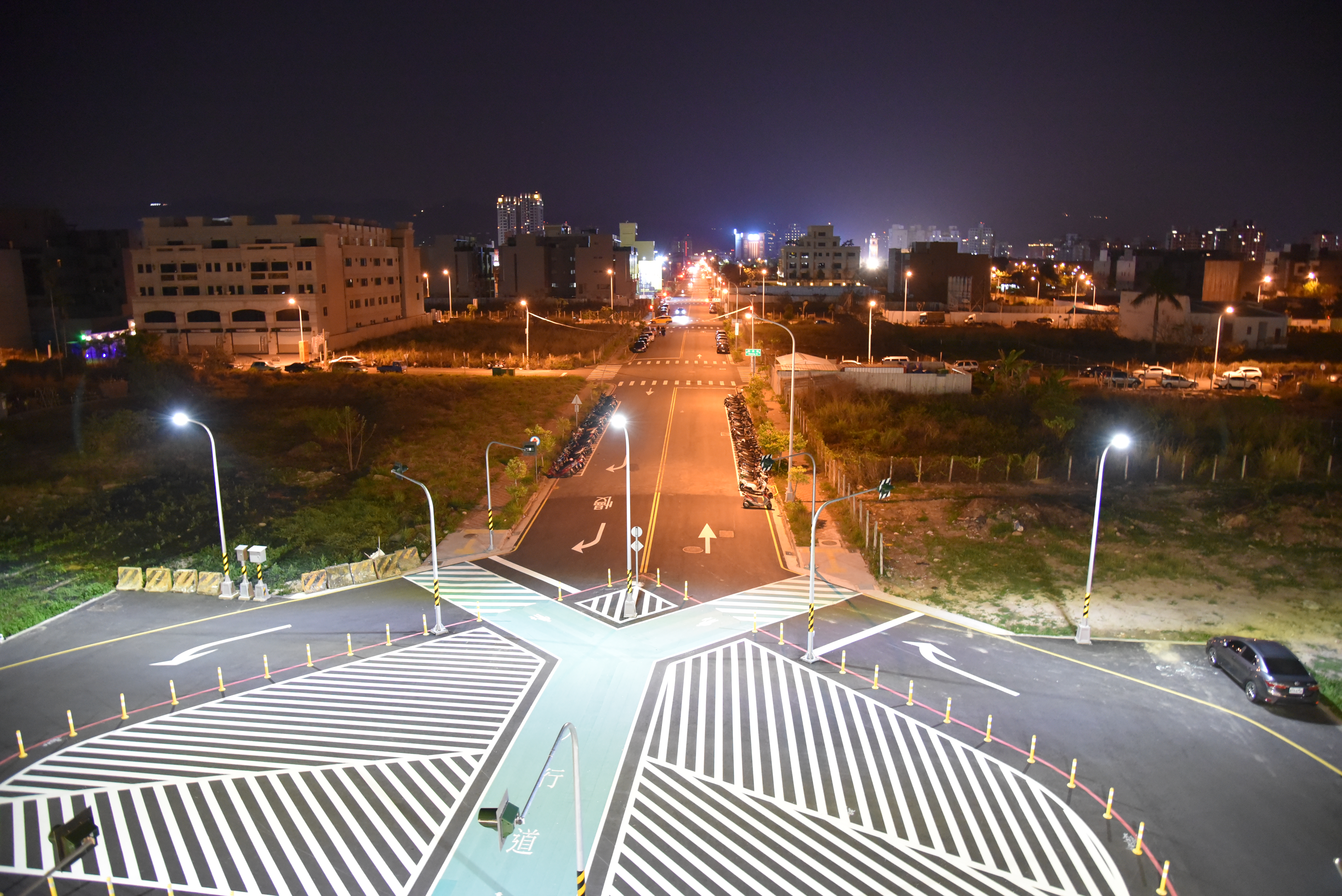
軍福十九路側出口前的槽化線與行人穿越道（因為東光路延伸工程，目前不能正常通行）
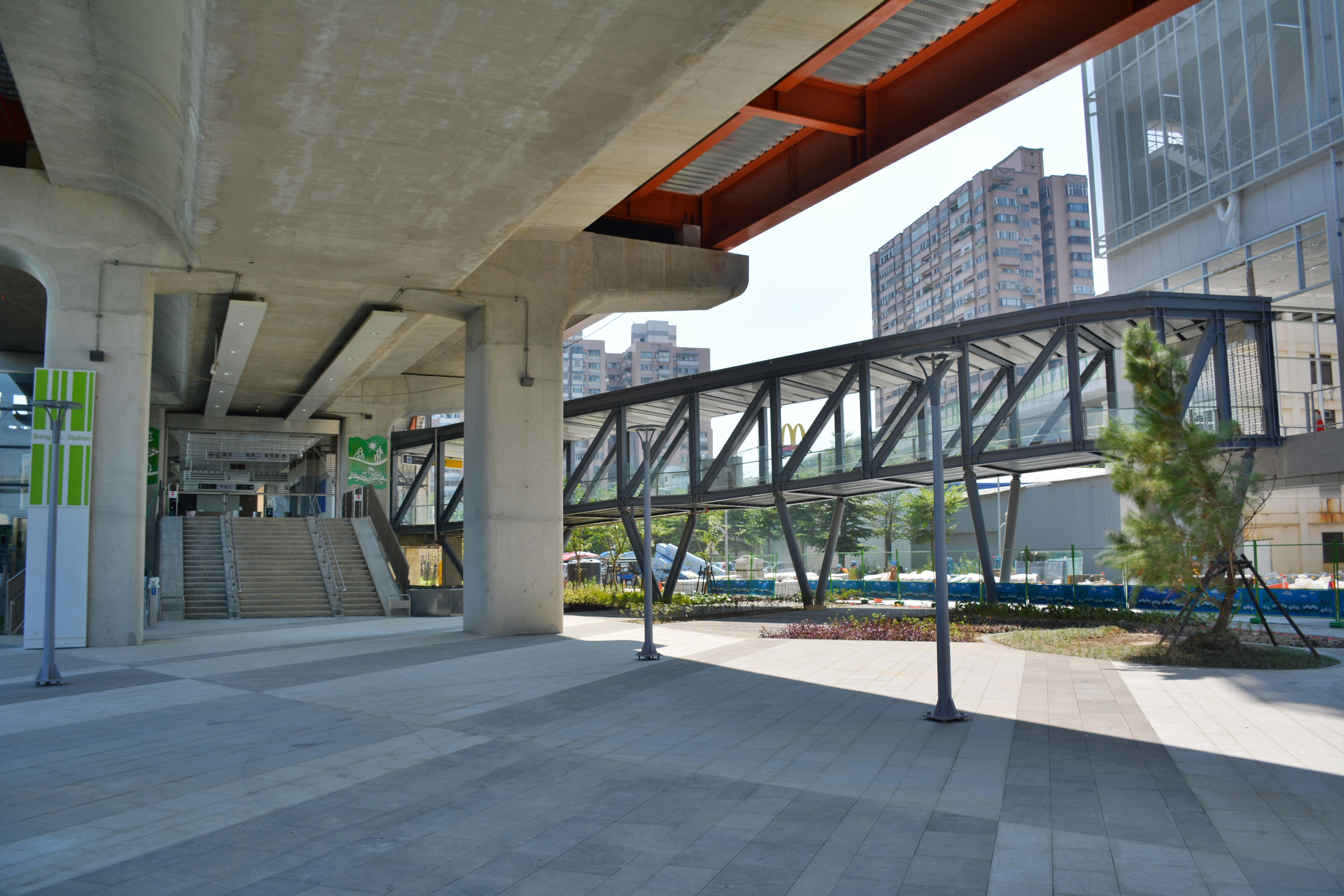
台鐵松竹車站與捷運松竹站間的連通道
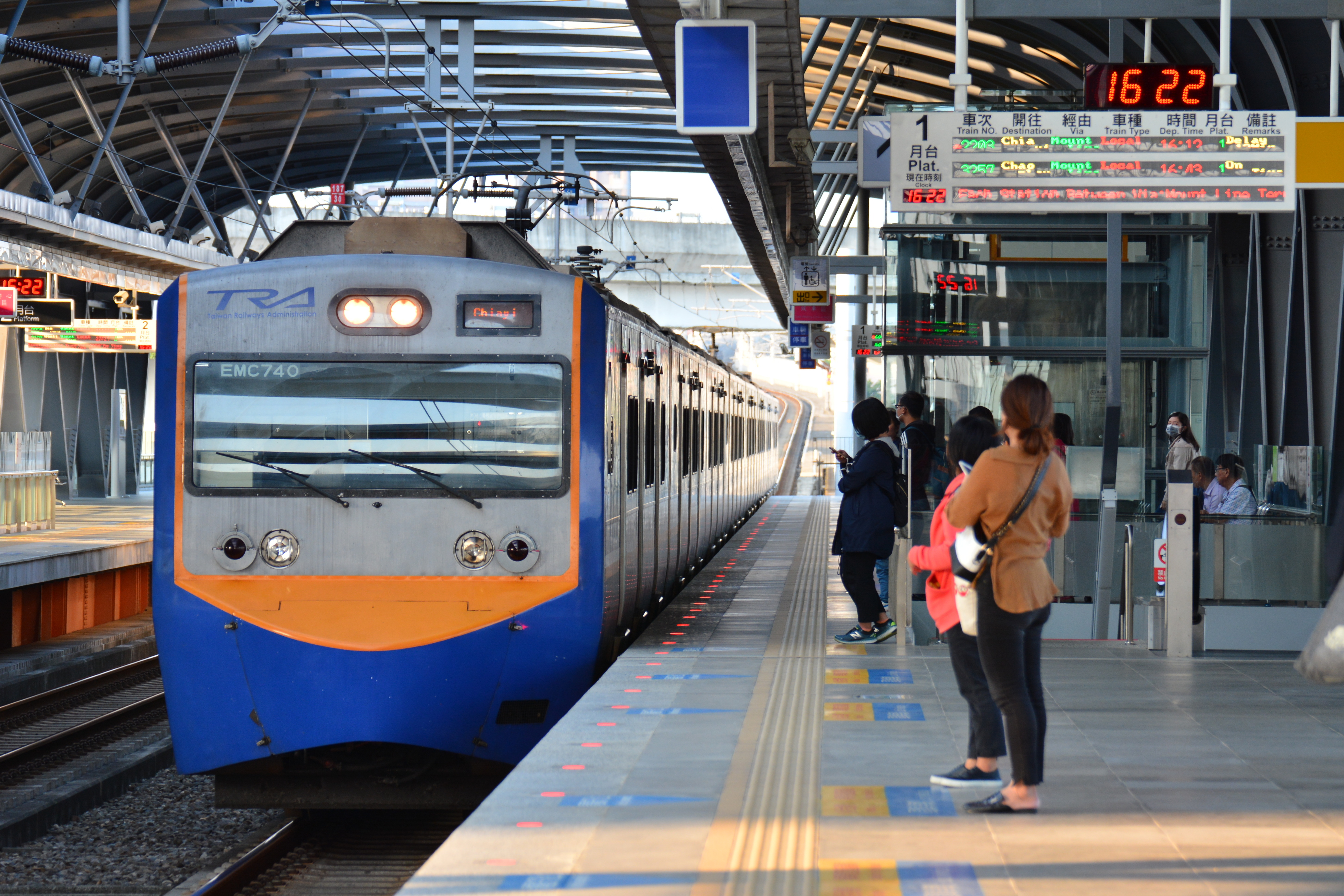
停靠松竹車站第一月台的EMU700型電聯車
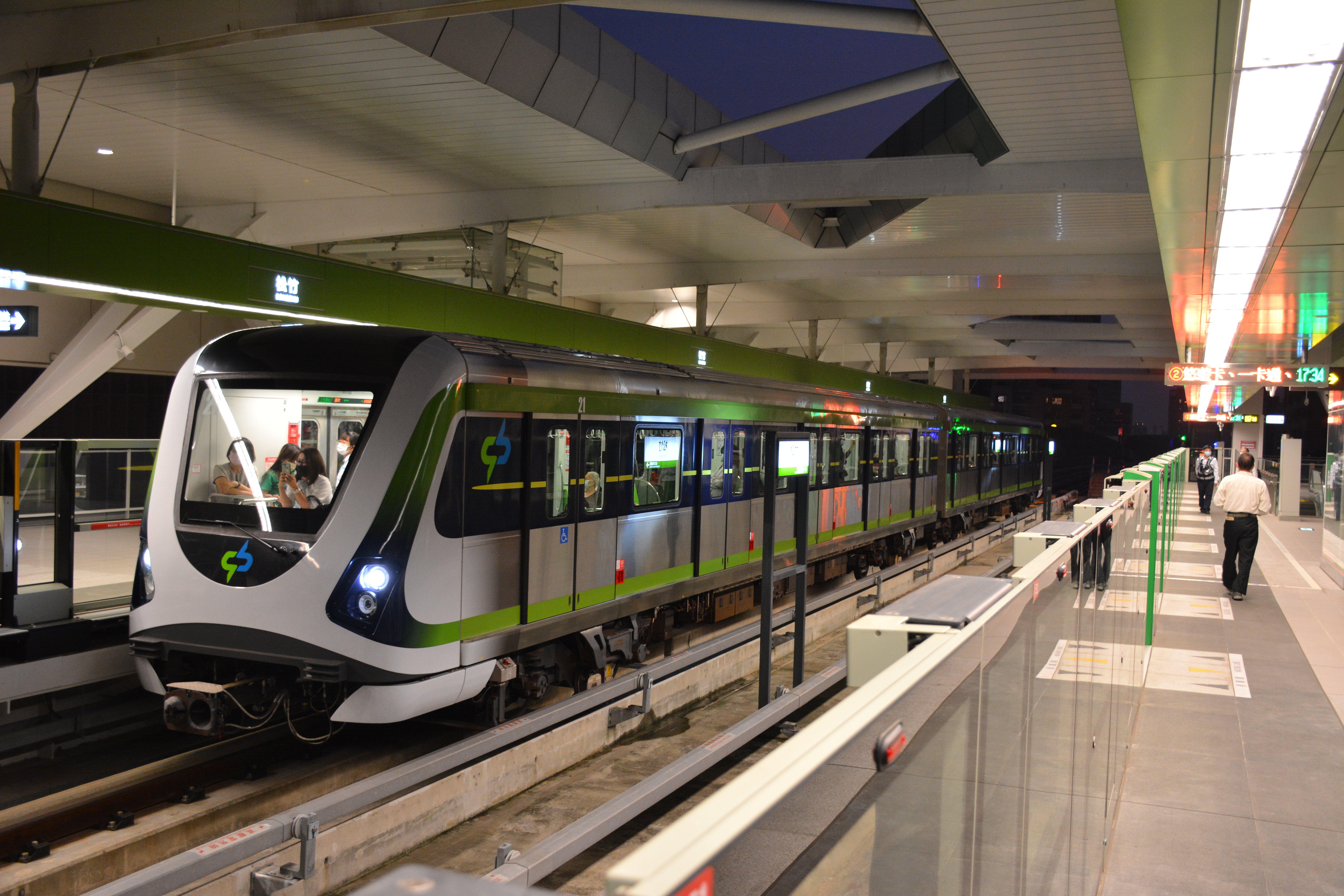
停靠臺中捷運松竹站月台的捷運列車

## 外部連結
- 臺灣鐵路公司 – 松竹車站 （页面存档备份，存于）
- 捷運綠線(公開)
- 松竹站（台中捷運股份有限公司） （页面存档备份，存于）